# Sebt
Sebt (em árabe: السبت) é uma pequena comuna localizada na província de Tiaret, Argélia. Sua população estimada em 2008 era de 1 569 habitantes.